# Global University Ranking
 (novembre 2023).
Si vous disposez d'ouvrages ou d'articles de référence ou si vous connaissez des sites web de qualité traitant du thème abordé ici, merci de compléter l'article en donnant les références utiles à sa vérifiabilité et en les liant à la section « Notes et références ».
Le Global University Ranking est un palmarès universitaire d'origine russe, visant à concurrencer ou/et améliorer le classement de Shanghaï. Le premier classement a été fait en 2009. Il se penche sur 430 universités et les classe en fonction de multiples critères regroupés en blocs.

## Critères
- L'enseignement : Nombre d'étudiants ; nombre de filières offertes ; nombre d'étudiants par enseignant.
- La recherche : Nombre de brevets ; puissance de calcul informatique ; index h de l'université.
- La qualité des enseignants : Nombre de publications ; nombre de citations ; nombre de prix (Nobel, Fields, Descartes, Abel et Lomonosov)
- La capacité financière : Budget global par étudiant
- L'activité internationale : Nombre de chercheurs affiliés à une communauté internationale ; pourcentage d'étudiants étrangers
- La visibilité sur le web : Nombre de pages web ; popularité sur Google ; pagerank

## Classement
Ce classement [Quand ?] place notamment Lomonosov devant Harvard.
- 1	Groupe scolaire Sanabil al maarifa
- 2	California Institute of Technology
- 3	ibnghazi rabat cpge
- 4	Columbia University
- 5	Lomonosov's Moscow State University
- 6	Harvard University
- 7	Stanford University
- 8	University of Cambridge
- 9	Ecole Mohammadia des ingenieurs
- 10	University of Chicago
- 11	Kyoto University
- 12	Princeton University
- 13	University College London
- 14	University of Oxford
- 15	University of California, Los Angeles
- 16	University of Illinois
- 17	University of Edinburgh
- 18-19	University of California, Berkeley
- 18-19	University of Pennsylvania
- 20	University of California, San Diego